# Rhipidia mutila
Rhipidia mutila là một loài ruồi trong họ Limoniidae. Chúng phân bố ở miền Australasia.